# Adrien Palaz
Adrien Palaz, né le 20 juillet 1863 à Riex et mort le 15 février 1930 à Lausanne, est un ingénieur et industriel suisse qui a contribué au développement de l’énergie électrique en France au début du XXe siècle.

## Biographie
Docteur en sciences de l'école polytechnique fédérale de Zurich, Adrien Palaz est revenu dans son canton à Lausanne, où il mène de front une carrière de professeur à l'école d'ingénieurs et la direction d'un bureau de constructeur, puis d'une entreprise de génie civil. Il donna un premier cours d'électricité industrielle à la faculté de Lausanne à partir de 1890, puis supervisa la construction du tramway de Lausanne en 1894. Il devient président de l'association suisse des électriciens en 1896.
Au début du XXe siècle, la « Maison Adrien Palaz », devient fréquemment associée au Groupe Giros-Loucheur fondé en 1899 à Marseille par Alexandre Giros et Louis Loucheur, qui deviendra en 1908 la Société générale d'entreprises (SGE) puis en 2000 VINCI. Leurs chantiers sont les premiers barrages électriques d’importance. Adrien Palaz est en particulier à la direction des deux sociétés qui développement l’énergie hydro-électrique à destination des marchés grands publics : l'Énergie électrique du littoral méditerranéen (ELM) et l'Énergie Électrique du Sud-Ouest (EESO). L’une des sociétés de Palaz, pour la construction des barrages, est la "Compagnie d'entreprises hydrauliques et de travaux publics".
En 1907, il s’associe aux frères Fougerolle pour mener à bien l’aménagement hydroélectrique de la Haute-Durance et de la Basse-Isère. Parmi les projets, le barrage de Beaumont-Monteux dans le département de la Drôme et la région Rhône-Alpes. Il est aussi associé à la maison Fougerolle en vue de mener à bien le creusement de grands tunnels (Ricken, Mont-d'Or). En 1910, un nouveau projet est établi et déposé par Adrien Palaz pour le compte de la Société des Forces Motrices de la Haute Durance et de son client l’Énergie Électrique du Littoral Méditerranéen qui ont réalisé Ventavon sur la Durance (1906-1909).
Adrien Palaz est également actif dans le Sud-ouest de la France. En 1906, il propose sans succès à la Compagnie Générale d'Électricité créée par Pierre Azaria de lui racheter la moitié des parts de la société qu'il dirigé l’Énergie Électrique du Sud-Ouest.
Celle-ci tombe progressivement sous le contrôle de la Bordeaux-Midi, qui quadruple son capital entre 1910 et 1912, à 32 millions de francs, soit la plus importante capitalisation en France dans le secteur, devant Électricité et Gaz du Nord (25 millions de francs en 1919), Société d’électricité de la région de Valenciennes et Anzin (20 millions de francs en 1917) et Énergie électrique du Nord de la France (10 millions de francs en 1907).
Entre-temps, après une polémique en 1909, le gouvernement signe en 1910 le décret autorisant l’utilisation du barrage de Tuilières, construit entre 1905 et 1907 sur la Dordogne, d’une longueur de 105 mètres, qui permet le décollage de l’électricité à Bordeaux .
Le recours à l’électricité du barrage, via une des premières lignes à haute-tension, à 55 000 volts sur 120 kilomètres, est prévu dès 1906 par l’Énergie Électrique du Sud-Ouest (EESO), pour des clients comme la Société d’éclairage électrique de Bordeaux (« Bordeaux-Midi »).
Engagé politiquement, il est élu au Conseil communal de la ville de Lausanne et député radical au Grand Conseil du canton de Vaud de 1897 à 1905.

## Sources
Fonds d'archives :
- Fonds : Palaz (Adrien) date=1800-2001 [7 boîtes, 0,85 mètre linéaire].  Cote : CH-000053-1 PP 1042. Archives cantonales vaudoises (présentation en ligne).

Etudes : 
- Jean Lebel, Adrien Palaz. Biographie, Millau, 2016, 19 p.
- Léopold Pflug, Dictionnaire historique de la Suisse
- Dominique Dirlewager, Les services industriels de Lausanne : la révolution industrielle d'une ville tertiaire (1896-1901), Lausanne : Ed. Antipodes, cop. 1998, 178 p. (Histoire et société contemporaines 19).